# Солянов, Альфред Михайлович
Альфред Михайлович (Фред) Солянов (28 марта 1930, Пятигорск — 1 февраля 2002, Москва) — советский и российский прозаик, поэт и переводчик, создатель авторских песен.

## Биография
Родился в 1930 году в Пятигорске. При рождении получил имя Алексей, которое родители затем переделали в модное Альфред. Ещё в детстве переехал с родителями в Москву, где вырос и в 1954 году окончил философский факультет МГУ, затем поступив в аспирантуру.
Работал пионервожатым, рабочим в геологических лагерях, позже — сторожем, грузчиком, личным секретарём переводчицы Е. А. Суриц. Сотрудник газеты «Комсомольская правда», журнала «Иностранная литература» (как корректор), газеты «Дружные ребята» (Алма-Ата), журналов «Шахматы в СССР» и «Детская литература». Научную деятельность вёл как старший научный сотрудник Музея Льва Толстого и Театрального музея имени Бахрушина и как инспектор-искусствовед Художественного фонда РСФСР. Как переводчик состоял в Профкоме литераторов, с конца 1998 года — член Союза российских писателей.
Был трижды женат. Последняя жена — Алла Николаевская (05.03.1941-17.10.2022). Умер 1 февраля 2002 года. Похоронен на Миусском кладбище.

## Литературная деятельность
Первые литературоведческие статьи Солянова опубликованы в середине 1950-х годов — в «Литературной газете» к 200-летию со дня смерти Монтескье, в «Комсомольской правде» к 100-летию со дня смерти Беранже. В алма-атинской «Ленинской смене» в 1957—1959 годах печатались статьи Солянова о Гёте, Гашеке, Роберте Бёрнсе, поэте Сергее Чекмарёве.
Как поэт и прозаик Солянов начал публиковаться с конца 1959 годов. Первые рассказы и стихотворения напечатаны в газете «Дружные ребята». В 1960 году, познакомившись с творчеством Булата Окуджавы, сам начал писать авторские песни. Уже первая из них, «Серёга-неудачник», позже получила высокую оценку от самого Окуджавы. Литературовед Ирина Роднянская отмечает сложный язык и идеи этой первой песни, внешне оформленной как незамысловатая дворовая баллада, но содержащей глубокие лирические параллели и философские наблюдения.
Постепенно Солянов приобрёл известность как автор-исполнитель, начал давать концерты (как правило, бесплатные). Известно, что одно из его произведений, «Песню о космонавтах» (1963), пели Гагарин и Комаров. Был даже приглашён для выступления в Звёздный городок (с прямой трансляцией на орбиту). Другую песню Солянова, «Времена года», часто исполнял Юрий Визбор. Однако в это же время, по окончании «оттепели», независимая, сатирическая направленность его текстов привела к фактической невозможности печататься, а в 1968 году Солянову даже пришлось на время уехать из Москвы, проведя около года на Дальнем Севере (в дни подавления Пражской весны Солянов, в то время сотрудник музея им. Бахрушина, стал единственным, кто на общем собрании проголосовал против одобрения ввода войск). Тем не менее в 1974 году вышла в издательстве «Молодая гвардия» его повесть с автобиографическими элементами «Федька с бывшей Воздвиженки».
Несколько песен Солянова вошли в советские фильмы — в частности, кинофильм «Обвиняются в убийстве» и телевизионный фильм «Светлая речка Вздвиженка». Одну из лучших его песен «Иду пустыми коридорами» планировали включить в фильм «Москва слезам не верит», но это решение было отменено. Сам Солянов появляется в картине в эпизоде, с гитарой в сцене пикника. В ещё один фильм начала 1970-х годов планировалось включить сразу четыре песни Солянова, но вошла в него в итоге только одна, причём без указания имени автора.
В 1980-е годы Солянов снова начал активно публиковаться, в первую очередь как переводчик и искусствовед: его переводы стихов Свифта и Вальтера Скотта, рецензии на произведения З. Ленца, Р. Гомеса де ла Серны появляются в 1983—1984 году в «Иностранной литературе», затем переводы английских и немецких авторов (Теккерей, Рильке и другие) начинают включать в сборники. В 1983 удалось устроить его концерт в ФИАН. В конце 1980-х годов отдельные песни Солянова начали печататься в сборниках-песенниках, а в 1995 году, к 65-летию автора, благодаря спонсору вышел в свет его единственный авторский сборник, как и самая первая песня в его творчестве, получивший название «Серёга-неудачник».
Также в 1995 году в «Новом мире» выходит автобиографический рассказ «Как мы с дядей писали повесть о Варшавском восстании» (по словам Дмитрия Лещинера, сама повесть пережила «не то четыре, не то пять редакций, исковерканных заказным авторедактированием до того, что ни одной и печатать нельзя»). Два года спустя в том же журнале издано ещё одно произведение Солянова — «Повесть о бесовском самокипе, персиянских слонах и лазоревом цветочке, рассказанная Асафием Миловзоровым и записанная его внуком». Героем повести, язык которой стилизован под язык конца XVIII века, выступает крестьянин, по прихоти барина освоивший французский язык, латынь и «всяческую премудрость» и отправленный в столицу, где стал «слоновьим учителем». У Асафия завязываются тесные отношения с цесаревной Елисаветой Петровной и принцессой Анной Леопольдовной, и в конечном счёте он становится настоящим отцом наследника престола Иоанна Антоновича. За авантюрным сюжетом и иронической стилизацией повесть поднимает важные нравственные вопросы, а её главного героя критик Владимир Славецкий называет «литературным „праправнуком“ Петруши Гринёва, берегущим честь смолоду».
После 1993 года, по словам Дмитрия Лещинера, Солянов песен не писал, опубликованные в «Новом мире» прозаические произведения были написаны за 10—20 лет до издания. В 1990-е годы в серии «Библиотечка „Иностранной литературы“» вышел сделанный Соляновым перевод «Голема» Майринка, несколько позже — перевод романа Бёкля «Нострадамус». Его последней крупной переводческой работой стала книга Клеменса Брентано «Крестные муки Господа Бога Иисуса Христа. Размышления Святой монахини августинского монастыря Анны Катарины Эммерик». Это произведение Солянов переводил уже смертельно больным, пропуская «второстепенные эпизоды», чтобы успеть закончить труд, и умер уже по завершении работы. Книга вышла в свет после его смерти, в 2003 году.

## Оценка творчества
Песенно-поэтическое творчество Солянова высоко оценено как в последние годы жизни, так и после смерти. Его краткая биография и библиография включена в справочник 2001 года «Пятьдесят российских бардов» (составитель Роллан Шипов). В посвящённой Солянову статье в двухтомнике «Движение литературы» Ирина Роднянская с похвалой отзывается о глубине текстов барда, широком диапазоне тем и выразительных средств («соляновской гитаре равно подвластны и дворовый романс, и уличный шансон во французском роде, и иронически-куртуазные куплеты, и широкий русский напев, и углубленная, сосредоточенная медитация, и шальная частушечная дробь, и декламационный речитатив с почти авангардистской образностью»). При этом критик отмечает постоянные ноты одиночества и неприкаянности: 
Он ... по внутренней природе своей не мог стать звездой «теневой» эстрады и занять видное место в альтернативной иерархии художественных имён. Сколько бы людей кругом ни собиралось, он пел для себя и о себе, ясное ему самому не стремился сделать яснее для внешнего слуха, и между ним и аудиторией постоянно сохранялась «недоступная черта».
Е. Мартюхин в журнале «Библиография» предостерегает от попыток искать в творчестве Солянова привычную бардовскую «романтику», также объясняя это общим чувством тоски и неприкаянности в текстах автора: «Я говорю об ощущении разора, которое не всем было дано, не всем доступно. Но это чувство кровоточит в песнях: разор, этот жест отвержения, весьма далекий от химер кухонного либерализма».